# Argentina i olympiska sommarspelen 1968
Argentina deltog med 89 deltagare vid de olympiska sommarspelen 1968 i Mexico City. Totalt vann de två bronsmedaljer.

## Medaljer

### Brons
- Mario Guilloti - Boxning, weltervikt.
- Alberto Demiddi - Rodd, singelsculler.